# Coq gaulois
Pour les articles homonymes, voir Le Coq gaulois.
Le coq gaulois est un symbole de la France et de la Wallonie.
Le lien entre le coq et les Gaulois était fait par des Romains dans l'Antiquité,.

## Histoire
Au Moyen Âge, les pays ennemis font l'assimilation pour se moquer des Français,.
Le coq est repris comme symbole de la Nation française durant la Révolution. Il s'oppose notamment à l'aigle prussien ou allemand lors des guerres.

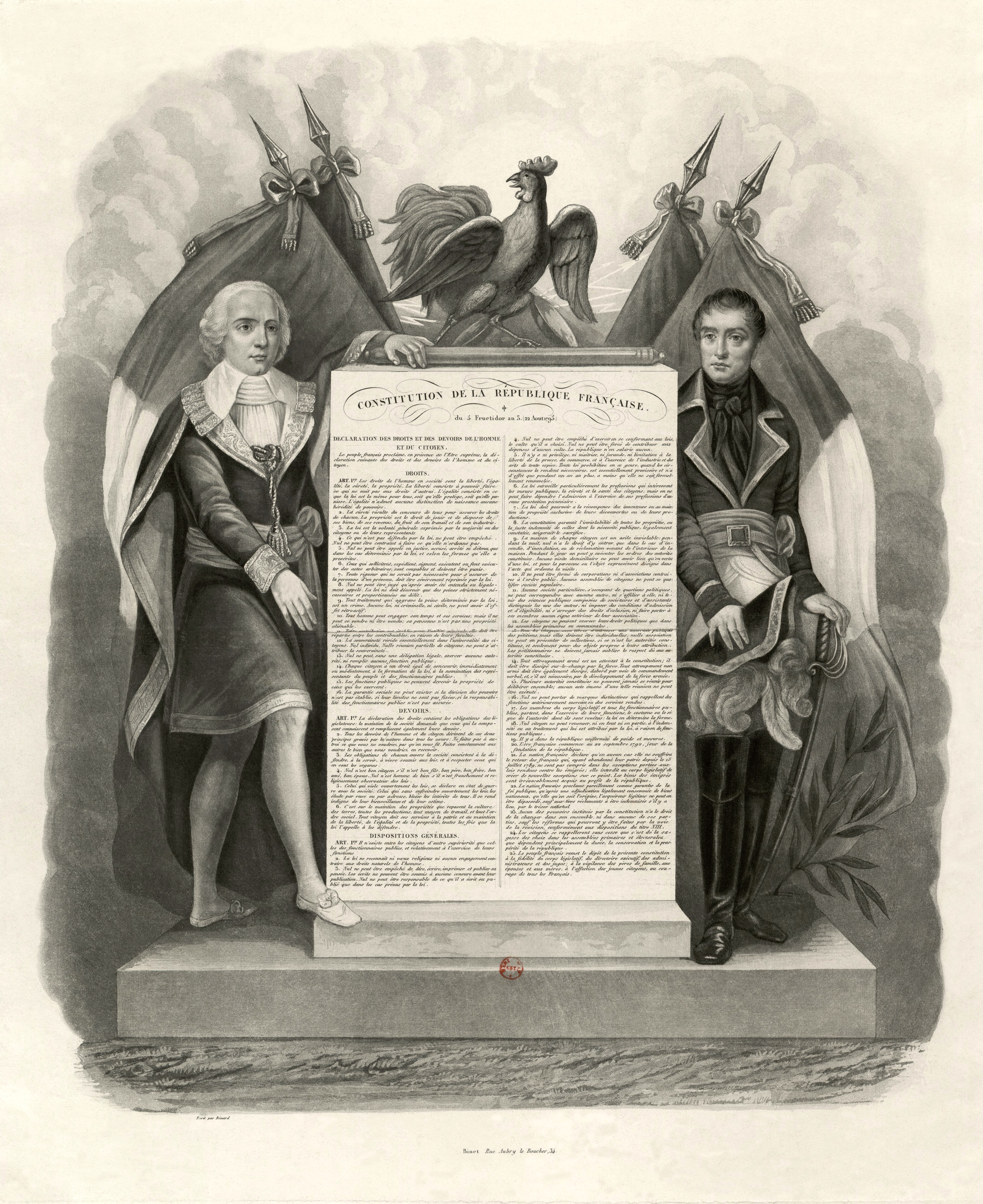
Constitution de 1795 surmontée du Coq.
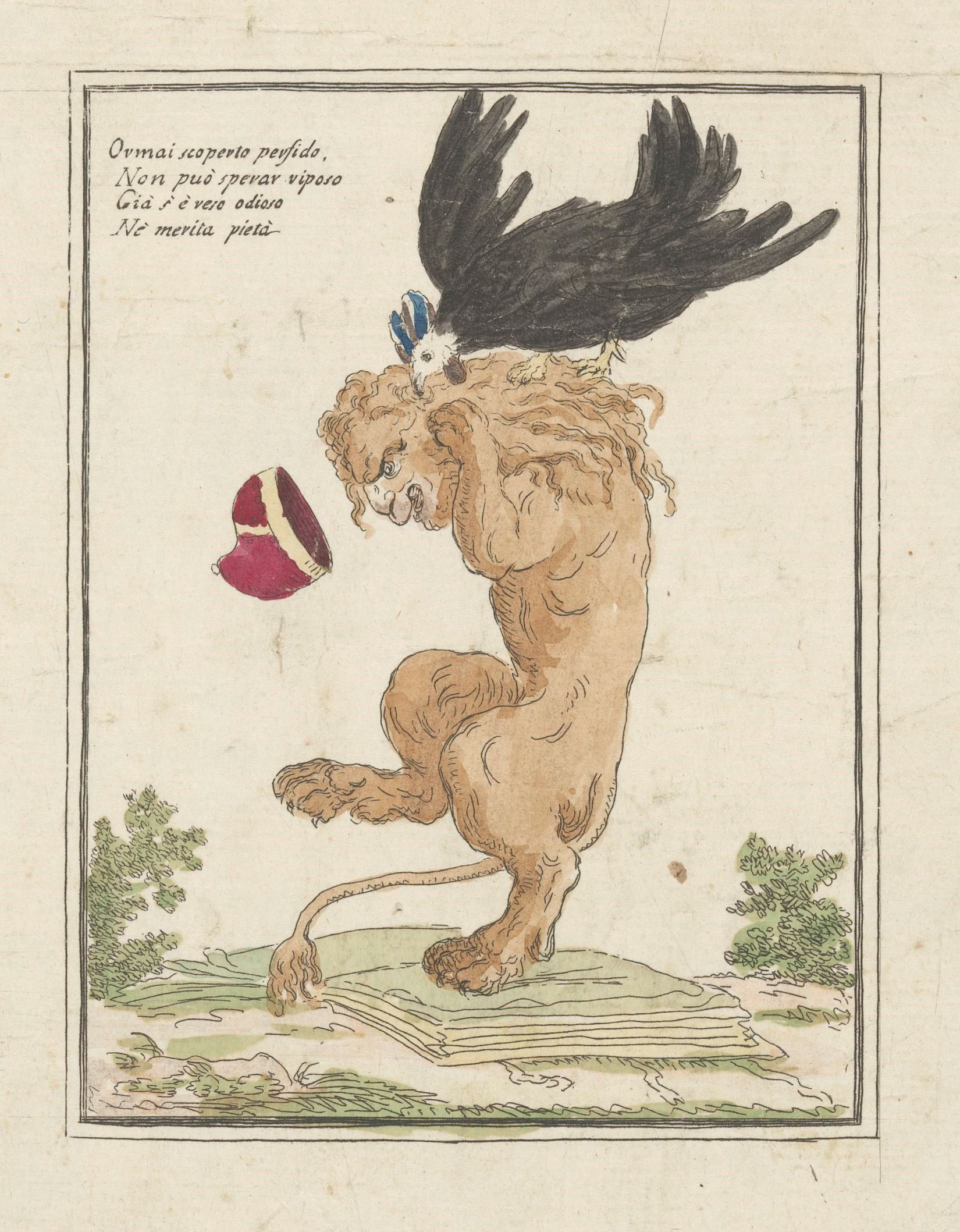
Le Coq vainc le Lion de la république de Venise (1797).
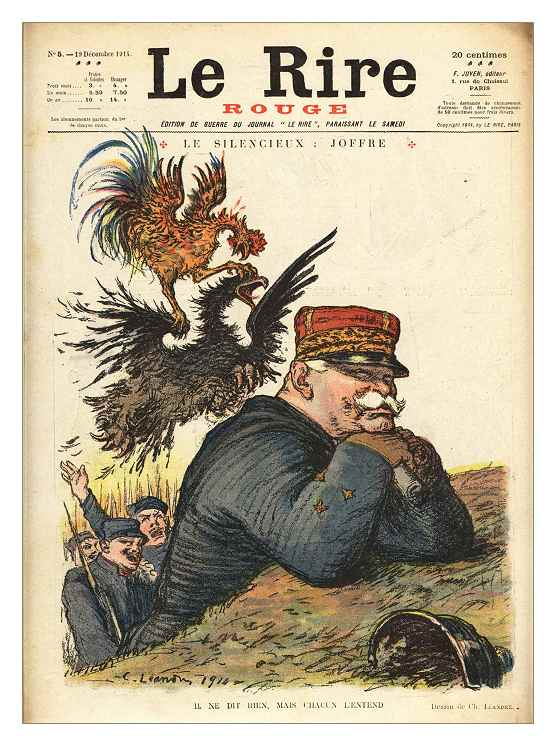
Le Coq vainc l'Aigle allemand (1914).
Footix, mascotte de la coupe du monde 1998.
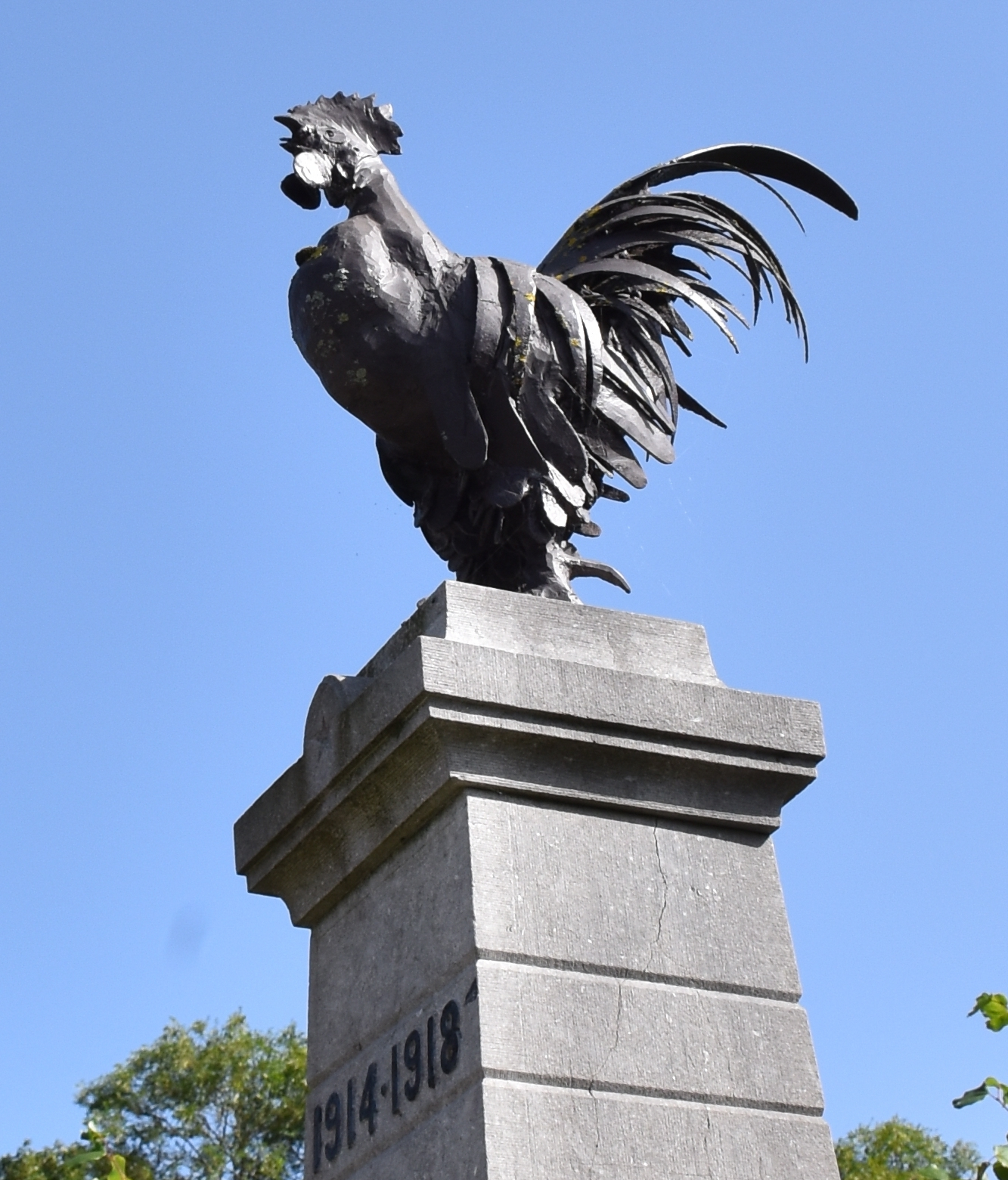
Coq gaulois sur un monument aux morts.
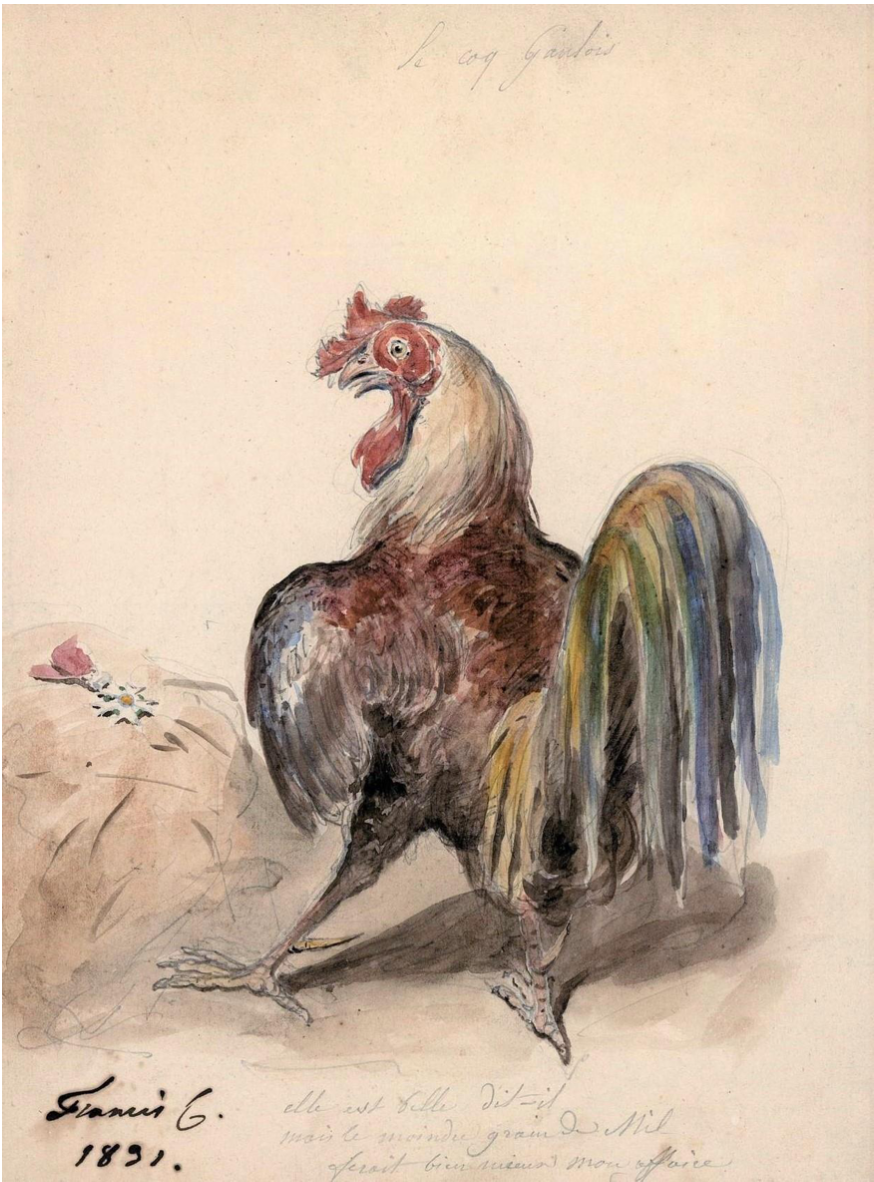
Francis-Antoine Conscience, Légion d’honneur, belle... mais inutile !, 1831. « Elle est belle dit-il mais le moindre grain de mil ferait bien mieux mon affaire ».

Depuis le XXe siècle, il est surtout utilisé pour représenter certaines équipes nationales en sport.
Le cri du coq, « cocorico ! », est une onomatopée qui, en France, sert à manifester une joie teinte de patriotisme ou de chauvinisme, souvent avec ironie.

Le coq gaulois a également inspiré des peuplés désireux de rattacher leur identité à celle de la France. En effet, en Wallonie, l'association entre les mots « gaulois » et « coq » séduit les militants wallons qui, réunis lors d'un congrès en 1912, cherchent un symbole pour leur Région. Soucieux de souligner les origines gallo-romaines des Wallons et leur proximité avec la France, ils adoptèrent un coq comme symbole dès lors que le coq gaulois est depuis plusieurs siècles, en particulier depuis la Révolution et la monarchie de Juillet puis la République, un symbole de la France. Afin d'apporter une nuance au coq wallon par rapport au coq gaulois, ils choisirent le coq hardi, dont la patte droite est levée et le bec est fermé, ce qui permet de rappeler l'adhésion de la Wallonie à la culture française tout en soulignant sa particularité. Les partisans de la réunion de la Wallonie à la France utilisent d'ailleurs le drapeau français marqué en son centre du coq wallon.

Coq utilisé par les Wallons pour marquer leur attachement à la France
Le coq hardi rouge du drapeau de la Wallonie qui est le symbole officiel de la Région wallonne conformément à l'article 2 du décret régional du 23 juillet 1998 déterminant le jour de fête et l'emblème propres à la Région wallonne[7]. Il s'agit du symbole le plus emblématique de la Wallonie[6].
Drapeau de la Wallonie.